# Elezioni generali in Zambia del 2011
Le elezioni generali in Zambia del 2011 si tennero il 20 settembre per l'elezione del Presidente e il rinnovo dell'Assemblea nazionale.

## Risultati

### Elezioni presidenziali
| Michael Sata          | Fronte Patriottico                                 | 1 170 966 | 42,85 |  |  |  |  |  |
| Rupiah Banda          | Movimento per la Democrazia Multipartica           | 987 866   | 36,15 |  |  |  |  |  |
| Hakainde Hichilema    | Partito Unito per lo Sviluppo Nazionale            | 506 763   | 18,54 |  |  |  |  |  |
| Charles Milupi        | Alleanza per la Democrazia e lo Sviluppo           | 26 270    | 0,96  |  |  |  |  |  |
| Elias Chipimo Jnr     | National Restoration Party                         | 10 672    | 0,39  |  |  |  |  |  |
| Tilyenji Kaunda       | United National Independence Party                 | 9 950     | 0,36  |  |  |  |  |  |
| Edith Nawakwi         | Forum per la Democrazia e lo Sviluppo              | 6 833     | 0,25  |  |  |  |  |  |
| N'gandu Peter Magande | Movimento Nazionale per il Progresso               | 6 344     | 0,23  |  |  |  |  |  |
| Godfrey Miyanda       | Heritage Party                                     | 4 730     | 0,17  |  |  |  |  |  |
| Frederick Mutesa      | Zambiani per la Responsabilizzazione e lo Sviluppo | 2 268     | 0,08  |  |  |  |  |  |
| Totale                | Totale                                             | 2 732 662 | 100   |  |  |  |  |  |
|                       |                                                    |           |       |  |  |  |  |  |
| Voti non validi       | Voti non validi                                    | 39 602    | 1,43  |  |  |  |  |  |
| Votanti               | Votanti                                            | 2 772 264 |       |  |  |  |  |  |

### Elezioni parlamentari
| Liste                                      | Voti      | %     | Seggi |
| ------------------------------------------ | --------- | ----- | ----- |
| Fronte Patriottico                         | 1 028 793 | 38,25 | 60    |
| Movimento per la Democrazia Multipartitica | 902 619   | 33,56 | 55    |
| Partito Unito per lo Sviluppo Nazionale    | 456 873   | 16,99 | 28    |
| Alleanza per la Democrazia e lo Sviluppo   | 31 638    | 1,18  | 1     |
| Forum per la Democrazia e lo Sviluppo      | 20 243    | 0,75  | 1     |
| United National Independence Party         | 18 444    | 0,69  | –     |
| Movimento Nazionale per il Progresso       | 11 828    | 0,44  | –     |
| National Restoration Party                 | 4 688     | 0,17  | –     |
| Altri                                      | 214 414   | 7,97  | –     |
| Totale                                     | 2 689 540 | 100   | 150   |